# Буржуа, Маргарита
Святая Маргари́та Буржуа́ (фр. Marguerite Bourgeoys; 17 апреля 1620[…], Труа — 12 января 1700[…], Монреаль, Квебек) — французская монахиня, основательница ордена Норт-Дам в колонии Новая Франция (ныне Квебек, Канада). Первая канадская святая.

## Биография
В юности присоединилась к общине при ордене Норт-Дам, целью которой было обучение девочек, которые не могли обучаться в стенах монастыря. Деятельность Маргариты в общине привлекла внимание Поля де Мезоннёва, губернатора французского поселения Монреаль, и он предложил ей основать монастырь в Новой Франции. В 1653 году отплыла в Форт Виль-Мари и основала монастырь, где обучала молодых девушек, бедняков и детей коренных народов почти до самой своей смерти в начале 1700 года.
Буржуа сыграла огромную роль в развитии одной из первых незакрытых религиозных общин в католической церкви. Беатифицирована 12 ноября 1950 года папой Пием XII, канонизирована 31 октября 1982 года папой Иоанном Павлом II.
День памяти — 12 января.